# Thomas Tharayil (arcivescovo)
Thomas "Tomy" Tharayil (Changanassery, 2 febbraio 1972) è un arcivescovo cattolico indiano della Chiesa cattolica siro-malabarese, dal 30 agosto 2024 arcieparca metropolita di Changanacherry.

## Biografia
È nato il 2 febbraio 1972 a Changanassery, città sede arcieparchiale. È l'ultimo dei sette figli di TJ Joseph e Mariamma.

### Formazione e ministero sacerdotale
Dopo aver frequentato il seminario di St. Thomas Apostolic Seminary di Vadavathoor, è stato ordinato presbitero il 1º gennaio 2000 dall'arcivescovo Joseph Powathil. Successivamente ha proseguito gli studi, trasferendosi a Roma dal 2004 al 2011, conseguendo la licenza e il dottorato in psicologia presso la Pontificia Università Gregoriana.

### Ministero episcopale
Il 14 gennaio 2017 papa Francesco lo ha nominato eparca ausiliare di Changanacherry, assegnandogli la sede titolare di Agrippia. Ha ricevuto l'ordinazione episcopale il 23 aprile successivo dall'arcieparca di Changanacherry Joseph Perumthottam, co-consacranti l'arcieparca emerito di Changanacherry Joseph Powathil e l'eparca di Palai Joseph Kallarangatt.
Il 3 ottobre 2019 è stato ricevuto in udienza papale insieme ad altri vescovi indiani durante la visita ad limina.
Il 30 agosto 2024 lo stesso papa Francesco lo ha promosso arcieparca metropolita di Changanacherry. Ha preso possesso dell'arcieparchia il 31 ottobre successivo.

## Genealogia episcopale
La genealogia episcopale è:
- Cardinale Scipione Rebiba
- Cardinale Giulio Antonio Santori
- Cardinale Girolamo Bernerio, O.P.
- Arcivescovo Galeazzo Sanvitale
- Cardinale Ludovico Ludovisi
- Cardinale Luigi Caetani
- Cardinale Ulderico Carpegna
- Cardinale Paluzzo Paluzzi Altieri degli Albertoni
- Papa Benedetto XIII
- Papa Benedetto XIV
- Papa Clemente XIII
- Cardinale Marcantonio Colonna
- Cardinale Giacinto Sigismondo Gerdil, B.
- Cardinale Giulio Maria della Somaglia
- Cardinale Carlo Odescalchi, S.I.
- Cardinale Costantino Patrizi Naro
- Cardinale Lucido Maria Parocchi
- Papa Pio X
- Papa Benedetto XV
- Papa Pio XII
- Cardinale Eugène Tisserant
- Papa Paolo VI
- Arcivescovo Joseph Powathil
- Arcivescovo Joseph Perumthottam
- Arcivescovo Thomas (Tomy) Tharayil